# Omloop van de IJsseldelta
L'Omloop van de IJsseldelta (Circuit du delta de l'IJssel en français) est une course cycliste féminine belge. Elle se situe à Zwolle. Créée en 2009, la course fait partie depuis 2015 du calendrier de l'Union cycliste internationale en catégorie 1.2. La course est longue d'environ 130 kilomètres.

## Palmarès
| Année | Vainqueur            | Deuxième             | Troisième            |                  |
| ----- | -------------------- | -------------------- | -------------------- | ---------------- |
| 2009  | Noortje Tabak        | Loes Gunnewijk       | Mirjam Melchers      |                  |
| 2010  | Kirsten Wild         | Eefje Tabak          | Monique van de Ree   |                  |
| 2011  | Laura van der Kamp   | Marlen Jöhrend       | Janneke Busser Kanis |                  |
| 2012  | Carla Ryan           | Anna van der Breggen | Suzanne de Goede     |                  |
| 2013  | Anna van der Breggen | Vera Koedooder       | Roxane Knetemann     |                  |
| 2014  | Anna van der Breggen | Moniek Tenniglo      | Geerike Schreurs     |                  |
| 2015  | Kirsten Wild         | Monique van de Ree   | Kelly Markus         |                  |
| 2016  | Anna van der Breggen | Vera Koedooder       | Floortje Mackaij     |                  |
| 2017  | Nina Buysman         | Loes Adegeest        | Lucy van der Haar    |                  |
| 2018  | Lorena Wiebes        | Sarah Roy            | Annelies Dom         |                  |
| 2019  | Marta Tagliaferro    | Pernille Mathiesen   | Loes Adegeest        |                  |
| 2020  |                      |                      |                      |                  |
| 2021  | annulé/abandonné     | annulé/abandonné     | annulé/abandonné     | annulé/abandonné |
| 2022  | annulé/abandonné     | annulé/abandonné     | annulé/abandonné     | annulé/abandonné |